# Halobrecta algophila
Halobrecta algophila är en skalbaggsart som först beskrevs av Adelbert Fenyes 1909.  Halobrecta algophila ingår i släktet Halobrecta och familjen kortvingar. Inga underarter finns listade i Catalogue of Life.